# Mpanda (kommun)
Mpanda är en kommun i Burundi. Den ligger i provinsen Bubanza, i den nordvästra delen av landet, 21 kilometer norr om Burundis största stad Bujumbura.